# Silviu Curticeanu
Silviu Curticeanu (* 15. Oktober 1933 in Timișoara) ist ein ehemaliger rumänischer Jurist und Politiker der Rumänischen Arbeiterpartei PMR (Partidul Muncitoresc Român) und ab 1965 PCR (Partidul Comunist Român), der unter anderem zwischen 1984 und 1989 Mitglied des Sekretariats des Zentralkomitees (ZK) sowie 1989 Kandidat des Politischen Exekutivkomitees des ZK der PCR war.

## Leben
Curticeanu begann nach dem Schulbesuch 1953 ein Studium der Rechtswissenschaften an der Universität Bukarest, das er 1957 abschloss. Danach war er zwischen 1957 und 1965 als Richter am Bezirksvolksgericht in Cluj tätig und trat während dieser Zeit 1959 der Rumänischen Arbeiterpartei PMR (Partidul Muncitoresc Român) als Mitglied bei. 1965 übernahm er die Funktion als Leiter der Direktion für Zivilrechtsverfahren bei der Generalstaatsanwaltschaft und übte diese Funktion bis zum 14. Februar 1972 aus. Daneben wurde er 1966 Mitglied des Exekutivkomitees des Zentralrates der Juristenvereinigung und erwarb 1967 auch einen Doktor der Rechtswissenschaften an der Babeș-Bolyai-Universität Cluj.
Am 14. Februar 1972 wechselte er in die Parteiverwaltung und war bis zum 23. Juli 1975 Leiter der ZK-Abteilung für Militär- und Justizangelegenheiten. Auf dem Elften Parteitag der PCR vom 24. bis 27. November 1974 wurde Curticeanu Kandidat des ZK. Am 23. Juli 1975 übernahm er bis zum 3. November die Funktionen als Sekretär des Präsidenten der Sozialistischen Republik Rumänien sowie als Sekretär des Staatsrates, dem kollektiven Gremium, das den Staatspräsidenten stellt. Zugleich war er vom 23. Juli 1975 bis zum 22. Dezember 1989 auch selbst Mitglied des Staatsrates.
Curticeanu wurde auf dem Zwölften Parteitag der PCR vom 19. bis 23. November 1979 zum Mitglied des ZK gewählt, dem er bis zum 22. Dezember 1989 angehörte. 1980 wurde er erstmals Mitglied der Großen Nationalversammlung (Marea Adunare Națională) und vertrat in dieser bis 1985 den Wahlkreis Pogoanele Nr. 5 sowie anschließend zwischen 1985 und 1989 den Wahlkreis Dragalina Nr. 4. 1982 war er zeitweise Sekretär des Exekutivbüros des Nationalrates der Werktätigen in Industrie, Bauwesen, Transportwesen, Kreislaufwirtschaft und Finanzwesen und übernahm daraufhin zwischen dem 3. November 1982 und dem 22. Dezember 1989 die Funktion als Leiter der Kanzleiabteilung des ZK der PCR.
Auf dem ZK-Plenum am 22. März 1984 wurde Curticeanu Mitglied des Sekretariats des ZK und gehörte diesem Parteigremium ebenfalls bis zum 22. Dezember 1989 an. 1988 war er außerdem Sekretär der Zentralkommission zur Organisation der Produktionsprozesse und obersten Kapitalisierung von Rohstoffen und Materialien.
Zuletzt wurde Curticeanu auf dem Vierzehnten Parteitag der PCR vom 20. bis 24. November 1989 auch Kandidat des Politischen Exekutivkomitees des ZK der PCR und verblieb in dieser Funktion bis zum 22. Dezember 1989.

### Ehrungen und Auszeichnungen
Für seine langjährigen Verdienste wurde Curticeanu mehrfach ausgezeichnet und erhielt unter anderem 1967 den Orden der Arbeit Dritter Klasse (Ordinul Muncii), 1972 den Orden Tudor Vladimirescu Fünfter Klasse (Ordinul Tudor Vladimirescu), 1981 den Orden Tudor Vladimirescu Zweiter Klasse, 1984 den Orden Tudor Vladimirescu Zweiter Klasse sowie 1984 Orden der Arbeit Erster Klasse.